# 209206 Richardhenry
209206 Richardhenry è un asteroide della fascia principale. Scoperto nel 2003, presenta un'orbita caratterizzata da un semiasse maggiore pari a 2,572756 UA e da un'eccentricità di 0,147123, inclinata di 1,799741° rispetto all'eclittica.